# Le Fils de Frankenstein
Pour les articles homonymes, voir Frankenstein.
Série
La Fiancée de Frankenstein
(1935)
Pour plus de détails, voir Fiche technique et Distribution.
Le Fils de Frankenstein (titre original : Son of Frankenstein) est un film américain réalisé par Rowland V. Lee, sorti en 1939. 
Il s'agit du troisième film de la série Frankenstein avec Boris Karloff dans le rôle-titre, après Frankenstein (1931) et La Fiancée de Frankenstein (1935), trilogie qui eut un succès très important. Le film fait plus généralement partie de la série des Universal Monsters.

## Synopsis
Wolf Frankenstein, le fils de Henry Frankenstein, revient avec femme et enfant habiter la demeure familiale qu'il a héritée. À son arrivée, il reçoit un accueil plutôt hostile de la population locale traumatisée par les expériences scientifiques de son père. Alors qu'il s'aventure dans l'ancien laboratoire de son père, baron Henry Frankenstein, il rencontre un curieux forgeron, Ygor, qui lui demande de l'aide pour sortir du coma la créature monstrueuse (Boris Karloff qui joue dans Frankenstein et La Fiancée de Frankenstein) que tous les gens du village pensent anéantie.

## Fiche technique
- Titre original : Son of Frankenstein
- Titre français : Le Fils de Frankenstein
- Réalisation : Rowland V. Lee
- Scénario : Wyllis Cooper d'après le roman de Mary Shelley
- Production : Rowland V. Lee
- Musique : Frank Skinner
- Photographie : George Robinson
- Montage : Ted J. Kent
- Décors : Russell A. Gausman
- Costumes : Vera West
- Pays de production : États-Unis
- Format : Noir et blanc (Failli tourné en couleur)
- Genre : Horreur
- Durée : 99 minutes
- Dates de sortie : 
  - États-Unis : 13 janvier 1939
  - France : 29 mars 1939

## Distribution

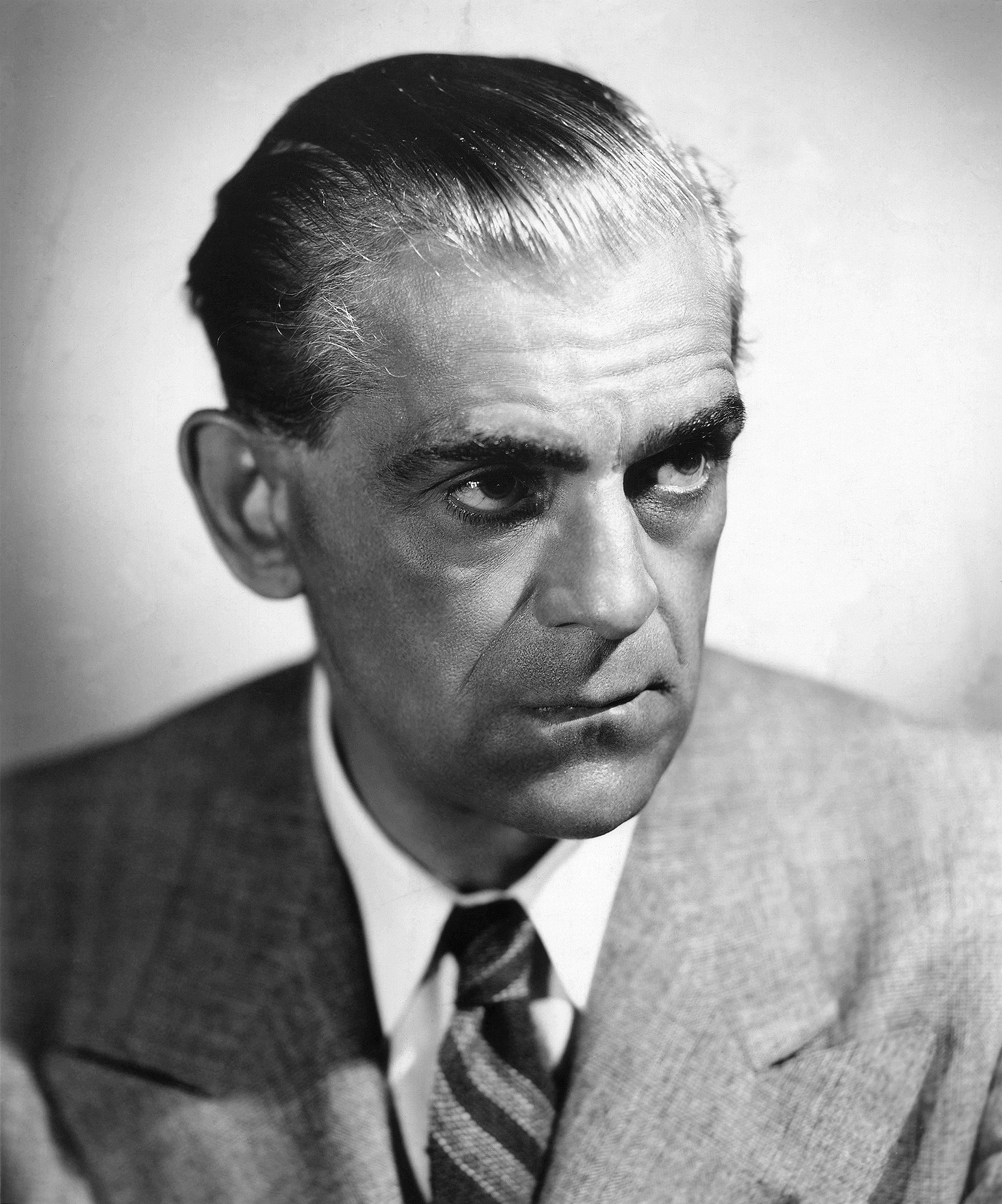
Boris Karloff

- Basil Rathbone : Baron Wolf von Frankenstein
- Boris Karloff : Le monstre d'Henry Frankenstein
- Bela Lugosi : Ygor
- Lionel Atwill (VF : Alexandre Von Sivers) : Krogh
- Josephine Hutchinson : Elsa von Frankenstein
- Donnie Dunagan : Peter von Frankenstein
- Emma Dunn : Amelia
- Edgar Norton : Benson
- Perry Ivins : Fritz
- Lawrence Grant : Le bourgmestre
- Lionel Belmore :'Lang
- Gustav von Seyffertitz : Burgher

Et, parmi les acteurs non crédités :
- Ward Bond : Un gendarme
- Clarence Wilson : Dr Berger

## Autour du film
- Le tournage fut d'abord envisagé en Technicolor mais l'idée fut abandonnée lorsqu'il devint évident que le maquillage de Boris Karloff passerait mal à l'écran.
- Boris Karloff formula plusieurs fois son regret d'avoir participé à ce troisième épisode.
- Une bonne part du scénario du film inspirera Gene Wilder pour son scénario de la parodie Frankenstein Junior réalisé en 1974 par Mel Brooks.

### Série de films
- Frankenstein
- La Fiancée de Frankenstein
- Le Fils de Frankenstein
- Le Fantôme de Frankenstein
- Frankenstein rencontre le loup-garou
- La Maison de Frankenstein
- La Maison de Dracula
- Deux Nigauds contre Frankenstein